# Памятник жертвам Ходжалинской резни (Берлин)
«Ходжалы» (азерб. Xocalı; нем. Chodschali) — памятник жертвам Ходжалинской резни, осуществлённой в ночь с 25 на 26 февраля в 1992 году членами армянских вооружённых формирований в отношении жителей азербайджанского города Ходжалы. Расположен в Берлине на территории читального сада библиотеки имени Готфрида Бенна в районе Целендорф (округ Штеглиц-Целендорф).

## История создания
Авторами памятника являются азербайджанские скульпторы Акиф Аскеров, Али Ибадуллаев, Салхаб Мамедов и Ибрагим Ахрари. Последнему также принадлежит инициатива установки скульптуры. По словам Ахрари, который уже многие годы проживает в Берлине, идея создания памятника зародилась у него, когда он решил создать произведение и подарить его городу, в котором получил «возможность полностью посвятить себя искусству».
По словам скульптора Салхаба Мамедова, проект памятника принадлежит всем четырём авторам. Благодаря сподвижникам, которых нашёл Ибрагим Ахрари и среди которых были люди из правительства, а также при помощи Министерства культуры и туризма Азербайджана началось увековечение памяти жертв.

## Открытие
Как вспоминает один из авторов работы Салхаб Мамедов, открытие памятника было отложено из-за протеста в МИД Германии представителей армянской общественности, расценивших установку памятника как провокацию. В связи с этим посол Азербайджана в Германии Парвиз Шахбазов был вызван в МИД Германии. Там он объяснил, что монумент устанавливается не против определённой страны, а «против войны, во имя мира и за взаимоотношения народов, чтобы подобные события впредь не повторялись». В итоге было получено разрешение на открытие памятника.
Открытие памятника состоялось 30 мая 2011 года. В церемонии открытия приняли участие глава самоуправления округа Штеглиц-Целендорф Норберт Копп, заместитель министра культуры и туризма Азербайджана Адалят Велиев, представители азербайджанской диаспоры, немецкой общественности, видные деятели науки и культуры Азербайджана и Германии. Перед собравшимися выступили советник по вопросам образования, культуры и сферы обслуживания граждан округа Штеглиц-Целендорф Керстин-Ульрих Рихтер-Котовски, посол Азербайджана в Германии Парвиз Шахбазов и автор памятника Ибрагим Ахрари.

## Описание
Скульптура представляет собой композицию из трёх бронзовых фигур, символизирующих отца, мать и ребёнка, и означающих надежду на мирное будущее народов. На скульптуре написано на азербайджанском слово «Ходжалы» (азерб. Xocalı). На постаменте имеется табличка со следующей надписью:

За толерантность, мир и демократию,
против войны и насилия

Подарок Штеглиц-Целендорфу
Акиф Аскеров
Салхаб Мамедов
Али Ибадуллаев
 Ибрагим Ахрари

Оригинальный текст (нем.)

Für Toleranz, Frieden und Demokratie,
gegen Krieg und Gewalt

Ein Geschenk für Steglitz-Zehlendorf
Akif Asgarov
Salehab Mammadov
Ali Ibadullayev
 Ebrahim Ehrari